# Liadyxianus
Liadyxianus – wymarły rodzaj chrząszczy z rodziny pływakowatych i podrodziny Liadytiscinae. Obejmuje tylko jeden gatunek, Liadyxianus kirejtshuki. Żył w kredzie na terenie współczesnych Chin.

## Taksonomia
Rodzaj i gatunek typowy opisane zostały po raz pierwszy przez Aleksandra Prokina, Piotra Petrowa, Wang Bo i Aleksandra Ponomarenkę w 2013 roku. Opisu dokonano na podstawie skamieniałości odnalezionej w Formacji Yixian na terenie chińskiego Huanbanjigou. Pochodzi ona z kredy wczesnej. Nazwa rodzajowa to połączenie nazwy Liadytiscus z nazwą formacji Yixian. Epitet gatunkowy nadano na cześć Aleksandra Kirejczuka.
Takson ten umieszczono wraz z rodzajami Liadytiscus i Liadroporus w plemieniu Liadytiscini, które wraz z Mesoderini sklasyfikowano w podrodzinie Liadytiscinae, wyróżnionej w 2010 roku przez Prokina i Ren Donga.

## Morfologia
Chrząszcz o jajowatym w zarysie ciele długości 7,4 mm i szerokości 3,7 mm, najszerszym na wysokości pierwszego segmentu odwłoka. Głowa jego była trójkątna,  zaopatrzona jest w oczy złożone o niewyciętych przednich krawędziach. 3,6 raza szersze niż dłuższe przedplecze miało zaokrąglone kąty tylne. Tarczka była od zewnątrz widoczna.  Pokrywy były gładkie, pozbawione bruzd czy rzędów. Zapiersie (metawentryt) miało wyniesioną część środkową, a jego skrzydełka boczne nie osiągały bocznych krawędzi metepisternitów. Największa długość płytki zabiodrza wynosiła 0,9 największej długości skrzydełka bocznego zapiersia. Linie zabiodrzy były słabo ku przodowi rozbieżne. Wyrostki zabiodrzy miały tylną krawędź wspólnie ściętą z wcięciem pomiędzy nimi. Odnóża tylnej pary były długie, tak długie jak odwłok, o mających lekko zaokrąglone boki udach sięgających po rozprostowaniu do tylnej krawędzi trzeciego z widocznych sternitów (wentrytu), nieco dłuższych od nich i lekko ku szczytowi rozszerzonych goleniach oraz o stopach mających człon pierwszy nieco krótszy niż dwa następne. Spośród widocznych sternitów (wentrytów) pierwszy był najkrótszy a drugi najdłuższy.